# Исидора Гонцић
Исидора Гонцић (Београд, 1990) српска је позоришна редитељка.

## Биографија
Дипломирала је позоришну и радио режију на Факултету драмских уметности у Београду, у класи проф. Иване Вујић.
Била је асистент режије на представама Грк Зорба (Михајло Вукобратовић, Позориште на Теразијама и Будва Град Театар), Play Popović (Ивана Вујић, Атеље 212 и Дом Културе Панчева) и другим представама.
Ћерка је глумца Булета Гонцића.

## Театрографија
| Бр. | Наслов                          | Година | Позориште                         |
| --- | ------------------------------- | ------ | --------------------------------- |
| 1.  | Плаy Поповић                    | 2012.  | Атеље 212                         |
| 2.  | Главо луда                      | 2012.  | Позориште на Теразијама           |
| 3.  | Зона Замфирова                  | 2012.  | Позориште на Теразијама           |
| 4.  | Муза                            | 2012.  | Театар Вук                        |
| 5.  | Издаја                          | 2013.  | Југословенско драмско позориште   |
| 6.  | Казимир и Каролина              | 2014.  | Атеље 212                         |
| 7.  | Позив                           | 2012.  | ДАДОВ                             |
| 8.  | Лептирица                       | 2015.  | ДАДОВ                             |
| 9.  | Од А до Да                      | 2017.  | Театар Вук                        |
| 10. | То код нас не може да буде      | 2018.  | Народно позориште у Пироту        |
| 11. | Бонтон                          | 2018.  | Позориште „Душко Радовић” Београд |
| 12. | Коштана                         | 2019.  | Народно позориште у Београду      |
| 13. | Страх од лептира                | 2019.  | Театар Вук                        |
| 14. | На уранку                       | 2019.  | Народно позориште                 |
| 15. | Весела удовица                  | 2020.  | Мадленијанум                      |
| 16. | Гуливер                         | 2020.  | Позориште „Душко Радовић” Београд |
| 17. | Гуливерово новогодишње путовање | 2020.  | Позориште „Душко Радовић” Београд |
| 18. | Ивица и Марица                  | 2021.  | Позориште лутака „Пинокио”        |
| 19. | Хасанагиница                    | 2022.  | Народно позориште у Лесковцу      |